# Caucalis
Caucalis es un género monotípico de planta herbácea perteneciente a la familia Apiaceae. Su única especie: Caucalis platycarpos L. es originaria de Europa y la región mediterránea hasta Irán y Cáucaso. 

## Descripción
C. platycarpos es una planta anual, con tallos que alcanzan los 10-40 cm de longitud, muy ramificados, divaricados; las hojas de 1'5-7 cm, pinnatisectas con segmentos foliares lineares de 2-4 por 1-1'5 mm; las umbelas con 0-3 brácteas y 2-5 radios de 1-3 cm, desiguales; las umbélulas con 2-3 bractéolas lineares y flores con pétalos blancos o amarillentos; los frutos oblongos o elipsoidales, de 8-13 mm y con costillas provistas de espinas rígidas de 3 mm.
Es una planta parecida a Turgenia latifolia de la que se distingue por la división de las hojas (2-3 veces pinnadas en vez de 1) y por la disposición de las espinas en los frutos (algunas costillas primarias con cilios y las restantes engrosadas con espinas aculeadas, en vez de todas espinosas como en Turgenia). 

## Distribución
Se distribuye por el sudoeste de Asia, Norte de África y por gran parte del centro y sur de Europa; por casi toda la península ibérica. 

## Hábitat
Se encuentra en los campos de cultivo, barbechos y herbazales nitrófilos. Preferentemente en sustratos básicos a una altitud de 100- 1000 ( 1600 ) metros. La floración se produce en marzo - junio (julio) y la fructificación en mayo - agosto.

## Taxonomía
Caucalis platycarpos fue descrita por Carlos Linneo y publicado en Species Plantarum 1: 241. 1753.
Citología
Número de cromosomas de Caucalis platycarpos  (Fam. Umbelliferae) y táxones infraespecíficos = Caucalis daucoides L.
 2n=20.
Sinonimia
- Caucalis barcinonensis Sennen
- Caucalis daucoides L.
- Caucalis lappula Grande
- Caucalis longepedunculata var. oligocarpa Sennen
- Caucalis longepedunculata Sennen
- Orlaya platycarpos (L.) W.D.J.Koch[3]

## Nombres comunes
- Castellano: anís gitano, budoños, cadejas, cadillo, cadillos, caillo, caucalis, cumino, hinojo, perejilón.[3]